# Веларде, Марио
Ма́рио Вела́рде Вела́скес (исп. Mario Velarde Velázquez; 29 марта 1940, Мехико — 19 августа 1997, Мехико) — мексиканский футболист и тренер, как игрок участник ЧМ-1962 и ЧМ-1970.

## Биография

### Игровая карьера
Веларде начинал профессиональную карьеру в клубе «Некакса», в котором отыграл пять сезонов.
Затем он перешёл в «УНАМ Пумас», в котором отыграл девять сезонов, за которые забил 64 гола, а по окончании сезона 1973/74 завершил игровую карьеру.
В составе сборной Мексики был участником ЧМ-1962 и ЧМ-1970.

### Тренерская деятельность
Завершив карьеру игрока, Веларде был тренером молодёжной сборной Мексики (1983), «УНАМ Пумас» (1983—1987), сборной Мексики (1987—1989), «Крус Асуль» (1988—1990) и «Толуки» (1991—1992).
Помимо этого он входил в тренерский штаб сборной Мексики на ЧМ-1986.

### Смерть
Скончался 19 августа 1997 года в возрасте 57 лет от инфаркта мозга.